# Heket
De Egyptische godin Heket was in de Egyptische mythologie een godin die werd voorgesteld met kikkerkop en soms volledig afgebeeld als kikker. Zij was het vrouwelijk complement van Chnoem. Deze godin was een belangrijke beschermster bij de, in het Oude Egypte riskante, zwangerschap en geboorte. In verbinding met de oergoden Chnoem en Osiris was ze verantwoordelijk voor de schepping en het herboren worden van alle levende wezens en werd ook met het hiernamaals geassocieerd.

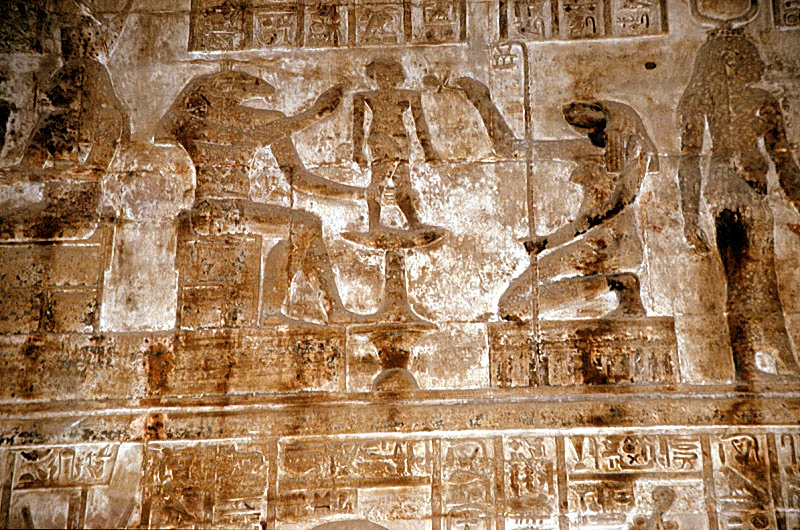
Chnoem modelleert Ihy, Heket, Mammisi, Hathortempel, Dendera, Egypte

De eerste melding van deze godin vinden we in de piramideteksten.
Haar verband met geboorte duikt voor het eerst op in het Middenrijk, in de Westcarpapyrus. Daar wordt vermeld dat Heket de geboorte bespoedigde van de drie koningen die de 5e dynastie inluidden. Ook de term dienares van Heket voor vroedvrouw zou vanaf die tijd in gebruik kunnen geraakt zijn.
De afbeelding op tempelwanden is meestal die van een antropomorfe figuur met kikkerkop, terwijl amuletten (vooral in gebruik vanaf het Nieuwe Rijk) meestal zoömorf zijn.
Haar voornaamste cultusplaats was Herwer (mogelijk het moderne Hur nabij el-Ashmunein). Er zijn resten van een tempel voor deze godin gevonden in Qus. Maar zij komt eveneens voor in de tempels van andere godheden. In de tempel van Abydos staat zij afgebeeld terwijl ze een wijnplenging ontvangt van Seti I. Ook in een tombe van Petosiris (ca. 300 v. Chr.) in Tuna el-Gebel staat zij eveneens afgebeeld, wat erop wijst dat tot die tijd haar cultus nog erg in zwang was.